# Trochoidea carinatoglobosa
Trochoidea carinatoglobosa is een slakkensoort uit de familie van de Hygromiidae. De soort is endemisch in Cyprus.
Trochoidea carinatoglobosa werd voor het eerst wetenschappelijk beschreven als Helicella carinatoglobosa door F. Haas (1934).